# Metastelma bonplandianum
Metastelma bonplandianum är en oleanderväxtart som beskrevs av Rudolf Schlechter. Metastelma bonplandianum ingår i släktet Metastelma och familjen oleanderväxter. Inga underarter finns listade i Catalogue of Life.